# Vera Marzot
Vera Marzot (22. Juni 1931 in Mailand – 20. Februar 2012 in Rom) war eine italienische Kostümbildnerin, die für Film, Sprechstück und Oper arbeitete, insbesondere mit den italienischen Regisseuren Luchino Visconti und Luca Ronconi.

## Leben und Werk
Marzots Familie stammt ursprünglich aus Friaul. Sie studierte an der Università di Studie Sociali und am Centro Sperimentale di Cinematografia in Rom, allerdings ohne Abschluss.

### Film
Marzot begann ihre Arbeit im Film in den späten 1950er Jahren als Kostümassistentin italienischer Ausstatter wie Flavio Mogherini, Beni Montresor und Pier Luigi Pizzi. Im Jahr 1960 übernahm sie erstmals die Alleinverantwortung für die Kostüme im Film Urlatori alla sbarra von Lucio Fulci. Es folgten Kostüme für Filme von Nanni Loy, Damiano Damiani und Joseph Losey. Für dessen Film Eva aus dem Jahr 1962 gestaltete sie alle Kostüme mit Ausnahme derer für die Hauptdarstellerin Jeanne Moreau, die von Pierre Cardin ausgestattet wurde.
Anfang der 1960er Jahre begann ihre Zusammenarbeit mit dem Kostümbildner Piero Tosi, vorerst für die Ausstattung des Historiendramas Der Leopard von Luchino Visconti. Tosi, Marzot und Umberto Tirelli, der die Umsetzung verantwortete, gelang es – in enger Abstimmung mit dem Set Designer Mario Garbuglia – zugleich die Opulenz des Ottocentos, als auch die realistischen Ansprüche der Macchiaioli in beeindruckende Bilder umzusetzen. Im selben Jahr assistierte Marzot dem Kollegen Tosi für Monicellis I compagni, in dem es darum ging, Armut, abgetragene Kleider und schlechte Stoffe zu zeigen.
Gemeinsam mit Tosi verantwortete die Künstlerin die Kostüme für die Die Affenfrau, Hochzeit auf italienisch, Die Verdammten und Gewalt und Leidenschaft.
Obwohl Marzot große Kostümfilme bevorzugte, wie La colonna infame von Nelo Risi, arbeitete sie häufig auch für zeitnahe Charakterfilme, aber auch für Western-Komödien mit Terence Hill und Bud Spencer. Weiters arbeitete sie im Fernsehen mit den Regisseuren Edmo Fenoglio, Mario Ferrero, Ugo Gregoretti, Marco Leto, Alberto Negrin und Sandro Sequi zusammen.

### Sprechstück
Ab Mitte der 1970er Jahre wandte sich Vera Marzot zunehmend dem Sprechtheater und der Oper zu, wo sie erneut mit Luchino Visconti zusammenarbeitete. Sie nahm aber auch Aufträge für Bühnenarbeiten mit den Regisseuren Mario Ferrero, Gabriele Lavia und Wolfgang Storch an.
Mit Ibsens L'anitra selvatica im Januar 1977 am Teatro Metastasio in Prato begann eine langjährige Zusammenarbeit Marzots mit dem Regisseur Luca Ronconi in Schauspiel und Oper. Die Bühnenbilder dieser Inszenierung stammten von der Architektin Gae Aulenti. In weiterer Folge etablierte sich jedoch eine Trias, bestehend aus Ronconi, Marzot und der italienischen Bühnenbildnerin Margherita Palli, deren Inszenierungen in Perugia, Reggio Emilia und Turin zu sehen waren, beim Festival dei Due Mondi in Spoleto und beim Maggio Musicale Fiorentino, am Teatro Argentina in Rom, am Piccolo Teatro und an der Comédie-Française in Paris. Diese Produktionen waren einem breiten Spektrum der Weltliteratur gewidmet – von Shakespeare, Goldoni und Alfieri über Henry James bis zu Hofmannsthal, Ibsen, Maeterlinck, Pirandello und Tschechow.

### Oper
Marzot war in den Jahren 1965 bis 1967 Kostümbildnerin in drei stilbildenden Inszenierungen Luchino Viscontis: zuerst Verdis Don Carlos an der römischen Oper, sodann Der Rosenkavalier und La traviata am Royal Opera House Covent Garden in London.
Die langjährige Zusammenarbeit mit Luca Ronconi und Margherita Palli erstreckte sich auch auf den Bereich Oper und führte in den 1980er und 1990er Jahren zu höchst erfolgreichen Ergebnissen, sei es am Teatro Regio di Torino, an der Mailänder Scala, wo die beiden sechs Neuinszenierungen erarbeiteten, darunter zwei Saisoneröffnungen, oder bei den Salzburger Osterfestspielen, wo Verdis Falstaff am Programm stand, dirigiert von Sir Georg Solti. Drei der an der Scala erarbeiteten Inszenierungen – Aida, Guillaume Tell und Tosca – erreichten als TV-Verfilmungen auch ein breites Publikum. Die Zusammenarbeit mit Ronconi und Palli erstreckt sich auch auf die Oper Bonn, das Rossini Festival in Pesaro, die Teatri Comunali von Bologna und Florenz sowie das Teatro Lirico di Cagliari. Beim Maggio Musicale Fiorentino inszenierte Ronconi Schuberts selten gespielte Oper Fierrabras und einen vollständigen Zyklus aller drei erhaltenen Monteverdi-Opern, jeweils in den Bühnenbildern von Margherita Palli und mit den Kostümen von Vera Marzot.
Fallweise arbeitete die Kostümbildnerin auch mit anderen Opernregisseuren zusammen, beispielsweise mit Mario Martone (Così fan tutte in Neapel und Ferrara), Lamberto Puggelli (Il corsaro in Parma und Triest) sowie Federico Tiezzi (La clemenza di Tito beim Maggio Musicale Fiorentino 2003).
Eines Tages unterbrach Marzot ihre professionelle Tätigkeit, ging nach Brüssel und studierte an der Académie royale des Beaux-Arts Malerei. Sie interessierte sich insbesondere für die Techniken des Marbre feint, Faux-bois und des Trompe-l’œil. Danach widmete sich abwechselnd der Malerei und dem Kostümbild.

## Filmografie
Als Kostümassistentin
- 1958: Pia de’ Tolomei (Regie: Sergio Grieco)
- 1959: Menschen, die im Schatten stehen (Il magistrato) (Regie: Luigi Zampa)
- 1959: Der falsche General (Regie: Roberto Rossellini)
- 1960: I delfini (Regie: Francesco Maselli)
- 1963: Il Gattopardo (Regie: Luchino Visconti)
- 1963: I compagni (Regie: Mario Monicelli)
- 1965: Una vergine per il principe (Regie: Pasquale Festa Campanile)

| Als Kostümbildnerin - 1960: Urlatori alla sbarra (Regie: Lucio Fulci) - 1960: A noi piace freddo...! (Regie: Steno) - 1961: Un giorno da leoni (Regie: Nanni Loy) - 1962: L'isola di Arturo (Regie: Damiano Damiani) - 1962: Eva (Regie: Joseph Losey) - 1963: D'Artagnan contro i 3 moschettieri (Regie: Fulvio Tului) - 1964: Maciste nell'inferno di Gengis Khan (Regie: Domenico Paolella) - 1964: I due evasi di Sing Sing (Regie: Lucio Fulci) - 1964: Le belle famiglie (Regie: Ugo Gregoretti) - 1965: Con rispetto parlando (Regie: Marcello Ciorciolini) - 1968: L'affare Dreyfuss (Regie: Leandro Castellani) - 1973: Mein Name ist Nobody (Regie: Tonino Valerii) - 1973: La colonna infame (Regie: Nelo Risi) |  | Gemeinsam mit Piero Tosi - 1964: La donna scimmia (Regie: Marco Ferreri) - 1964: Matrimonio all'italiana (Regie: Vittorio De Sica) - 1969: La caduta degli dei (Regie: Luchino Visconti) - 1974: Gruppo di famiglia in un interno (Regie: Luchino Visconti) |

## Theaterproduktionen
Mit dem Regisseur Luca Ronconi
folgen
Quelle:

## Opernproduktionen (Auswahl)
Mit dem Regisseur Luchino Visconti
- 1965: Don Carlos (Schiller/Verdi) – Teatro dell’Opera di Roma
- 1966: Der Rosenkavalier (Hofmannsthal/Strauss) – Royal Opera House Covent Garden, London
- 1967: La traviata (Dumas d. J./Verdi) – Royal Opera House Covent Garden, London

Mit dem Regisseur Luca Ronconi
- 1985: Aida – Teatro alla Scala, Mailand, feierliche Spielzeiteröffnung
- 1988: Fetonte (Verazi/Jommelli) – Teatro alla Scala, Mailand
- 1988: Guglielmo Tell – Teatro alla Scala, Mailand, feierliche Spielzeiteröffnung
- 1989: Oberon – Teatro alla Scala, Mailand
- 1991: Lodoïska (Filette-Louraux/Cherubini) – Teatro alla Scala, Mailand
- 1993: Falstaff (Shakespeare/Verdi) – Salzburger Osterfestspiele
- 1993: Armida – Rossini Festival, Pesaro
- 1995: Fierrabras –  Maggio Musicale Fiorentino, Florenz
- 1997: Samson et Dalila (Lemaire/Saint-Saëns) – Teatro Regio di Torino
- 1997: Tosca – Teatro alla Scala, Mailand
- 1998: L’Orfeo – Maggio Musicale Fiorentino, Florenz
- 1999: Il ritorno d’Ulisse in patria  – Maggio Musicale Fiorentino, Florenz
- 2000: L’incoronazione di Poppea  – Maggio Musicale Fiorentino, Florenz
- 2001: Lear (Shakespeare/Reimann) – Teatro Regio di Torino

Quellen für die Visconti-Produktionen:, für die Ronconi-Inszenierungen: